# Liste des maires de Lectoure
La ville de Lectoure se dote d'institutions municipales au cours du XIIe siècle et les habitants élisent les consuls de la cité. À partir de 1725, un conseil politique élit le premier maire de la ville.

## Maires et consuls sous l'Ancien Régime

### XIVesiècle
- Sancius de Las (1398)

### XVesiècle
- Bidon de Las (1415-1420)
- Guilhem de Las, sieur de Crabé (1442-1443)
- Guilhem de Las, sieur de Crabé (1458-1462)
- Guilhem de Las, sieur de Crabé (1469-1470)
- Guilhem de Las, sieur de Crabé (1481-1482)
- Gayssion Foassin (1481-1482)
- Bertrand de La Coma (1481-1482)
- Guilhem de Las, sieur de Crabé (1485-1486)
- Bertrand de La Coma (1485-1486)
- Gayssion Foassin (1485-1486)
- Gayssion Foassin (1489-1490)
- Bertrand de La Coma (1489-1490)
- Johan de Las, sieur de Crabé (1490-1491)
- Gayssion Foassin (1493-1494)
- Bertrand de La Coma (1493-1494)
- Johan de Las, sieur de Crabé (1497-1498)
- Bertrand de La Coma (1497-1498)
- Gayssion Foassin (1497-1498)

### XVIesiècle
- Bertrand de La Coma (1501-1502)
- Johan de Las (1501-1506)
- Gayssion Foassin (1505-1506)
- Johan de Las, sieur de Crabé (1510-1511)
- Dorde de Vaur (1510-1511)
- Johan de Las, sieur de Crabé (1513-1516)
- Dorde de Vaur (1515-1516)
- Johan de Las, sieur de Crabé (1518-1521)
- Dorde de Vaur (1520-1521)

### De 1725 à la Révolution
Après 1725, sur décision de l'intendant de la généralité de Gascogne, le premier consul prend le titre de maire. La jurade est remplacée par un conseil politique de vingt personnes. Le maire n'est plus élu mais nommé.
| Période                                  | Période | Identité           | Étiquette | Qualité                                |
| ---------------------------------------- | ------- | ------------------ | --------- | -------------------------------------- |
| 1737                                     | 1737    | Guillaume Descamps |           | Médecin, conseiller du Roi             |
| 1743                                     | 1743    | Guillaume Descamps |           | Médecin, conseiller du Roi             |
| 1745                                     | 1745    | Guillaume Descamps |           | Médecin, conseiller du Roi             |
| 1747                                     | 1747    | Guillaume Descamps |           | Médecin, conseiller du Roi             |
| 1749                                     | 1749    | Guillaume Descamps |           | Médecin, conseiller du Roi             |
| 1751                                     | 1751    | Guillaume Descamps |           | Médecin, conseiller du Roi             |
| 1753                                     | 1753    | Guillaume Descamps |           | Médecin, conseiller du Roi             |
| 1755                                     | 1755    | Guillaume Descamps |           | Médecin, conseiller du Roi             |
| 1757                                     | 1757    | Guillaume Descamps |           | Médecin, conseiller du Roi             |
| 1758                                     | 1758    | Jean Belmont       |           | Marchand de grains, sieur de Caillavet |
| 1759                                     | 1759    | Loderan            |           |                                        |
| 1760                                     | 1760    | Jean Belmont       |           | Marchand de grains, sieur de Caillavet |
| 1762                                     | 1762    | Jean Belmont       |           | Marchand de grains, sieur de Caillavet |
| 1764                                     | 1764    | Jean Belmont       |           | Marchand de grains, sieur de Caillavet |
| Les données manquantes sont à compléter. |         |                    |           |                                        |

## Liste des maires depuis la Révolution
| Période                                  | Période        | Identité              | Étiquette           | Qualité |
| ---------------------------------------- | -------------- | --------------------- | ------------------- | --- |
| Avril 1800                               | Avril 1800     | François Agasson      |                     | Percepteur |
| Juin 1800                                | Janvier 1815   | Jean-Antoine Druilhet |                     | Négociant |
| Janvier 1815                             | Décembre 1819  | François de Castaing  | Ultra               | Officier d'artillerie en retraite |
| Décembre 1819                            | Mai 1825       | Jean-Antoine Druilhet |                     | Négociant |
| Juin 1825                                | Août 1829      | André Descrimes-Girié |                     | Officier en retraite |
| Novembre 1829                            | Août 1830      | A.-J Agasson-Foissin  |                     | Propriétaire |
| Septembre 1830                           | Décembre 1842  | Jean-Baptiste Gauran  |                     | Industriel |
| Février 1843                             | Février 1848   | Joseph Broqua         |                     | Officier en retraite |
| Juillet 1848                             | Décembre 1848  | Charles Labat         |                     | |
| Décembre 1848                            | Septembre 1849 | Gérard Sylvestre      |                     | |
| Septembre 1849                           | Septembre 1850 | Amédée Barrau         |                     | Propriétaire |
| 1850                                     | 1850           | Saint-Aubin           |                     | Notaire |
| 1850                                     | 1852           | François Agasson      |                     | Ancien percepteur |
| 1852                                     | 1855           | Gérard Sylvestre      |                     | |
| 1855                                     | 1865           | Gustave Ducos         |                     | Médecin |
| 1865                                     | 1867           | Jules Sabathé         |                     | Avoué |
| 1867                                     | 1870           | Delbourg              |                     | Conseiller honoraire à la Cour |
| Août 1870                                | Mai 1896       | Albert Descamps       | Gauche républicaine | Avocat Député |
| 1896                                     | 1897           | Pierre Nux            | Rad.                | Avocat Conseiller général (1892 → 1919) |
| 1897                                     | 1898           | Louis Sempé           |                     | Rentier |
| 1898                                     | 1901           | Pierre Nux            | Rad.                | Avocat Conseiller général (1892 → 1919) |
| 1901                                     | 1911           | Raoul Dubrouil        |                     | Géomètre |
| 1911                                     | 1912           | Félix Soucadauch      |                     | Négociant |
| 1912                                     | 1914           | Pierre Nux            | Rad.                | Avocat Conseiller général (1892 → 1919) |
| Décembre 1919                            | mars 1943      | Jules de Sardac       | Rad.                | Médecin Conseiller général (1919 → 1940) |
| mai 1943                                 | août 1944      | Maurice Massenet      |                     | Ingénieur honoraire |
| septembre 1944                           | mars 1959      | Raymond Dieuzaide     | SFIO puis DVG       | Médecin Conseiller général (1945 → 1954) |
| mars 1959                                | mars 1965      | Robert Lambrey        |                     | Directeur PTT honoraire |
| mars 1965                                | mars 1971      | Gilbert Albinet       |                     | Notaire |
| mars 1971                                | janvier 2000   | Robert Castaing       | PS                  | Professeur Sénateur (1989 → 1998) Conseiller général (1992 → 2001)                                                                            |
| février 2000                             | 2020           | Gérard Duclos         | PS                  | Médecin |
| 3 juillet 2020                           | En cours       | Xavier Ballenghien    | LR                  | Président de la communauté de communes de la Lomagne gersoise (2020 →) Réélu le 16 octobre 2021 à l'issue d'une élection municipale partielle |
| Les données manquantes sont à compléter. |                |                       |                     | |